# 479 a.C.

## Eventos
- Batalha de Plateias, entre Gregos e Persas.
- Batalha de Mícale, entre Gregos e Persas.
- Tito Vergínio Tricosto Rutilo e Cesão Fábio Vibulano, cônsules romanos.

## Mortes
- Confúcio, filósofo chinês (n. 551 a.C.)
- Aristodemo, soldado de Esparta e o único dos 300 espartanos a sobreviver da batalha das Termópilas. (n. Século VI a.C.)
- Mardônio, general persa e primo de Xerxes I, morto após um espartano arremessar uma pedra contra ele na Batalha de Plateias.
- Cleômbroto (regente), irmão gêmeo e regente de Leônidas I. (n. 540 a.C.)